# قناة السلام عليك أيها النبي
قناة السلام عليك أيها النبي هي قناة فضائية إسلامية وسطية متخصصة، هدفها الأساسي هو التعريف بنبي الإسلام محمد بن عبد الله، وهي تابعة لمشروع السلام عليك أيها النبي، المشروع الذي يقومُ على التعريفِ الشاملِ بنبي الإسلام ونشرِ سيرتِه للعالَمِ أجمَع، باستخدامِ التقنياتِ العلميةِ والتكنولوجية، ومقرّ المشروع بمكة، المملكة العربية السعودية.

## الفكرة والهدف
هي نفس الفكرة التي قام عليها مشروع السلام عليك أيها النبي الذي انبثقت منه فكرة القناة الفضائية، للتعريف الشامل بالنبي محمد صلى الله عليه وسلم وسيرته وصفاته وأخلاقه، لتصحيح الصورة المغلوطة عن الإسلام والمسلمين في العالم كله. ولذا قامت فكرة قناة {السلام عليك أيها النبي} الفضائية على هذا الأساس وبهذا الهدف، لتدعيم القيم الإسلامية والإنسانية، وتقديم البرامج المتخصصة الهادفة والمتنوعة الجوانب، اجتماعيًّا وتنمويًّا وشرعيًّا وترفيهيًّا، وذلك بأسلوب متزن هادئ، يبعد عن التحريض والعنف، ويلتزم القيم والمبادئ المهنية والإعلامية، في إطار مؤسسي شامل.

## النشأة
تأسست قناة {السلام عليك أيها النبي} الفضائية عام 2012م تحت إشراف المؤسس والمشرف العام على مشروع {السلام عليك أيها النبي}، الدكتور ناصر بن مسفر القرشي الزهراني، وبرئاسة الدكتور علي بن بخيت الزهراني، بالإضافة إلى الدكتور جودة بركات مديرًا تنفيذيًّا للقناة.

## مجلس إدارة القناة
•الدكتور ناصر بن مسفر الزهراني، مؤسسًا ومشرفًا عامًّا.
•الدكتور علي بن بخيت الزهراني، رئيسًا.
•الدكتور جودة بركات، مديرًا تنفيذيًّا.

## رؤية القناة
الرؤية التي تسير عليها قناة {السلام عليك أيها النبي} حسب ما يقول إداريوها أنها: {قناة فضائية تقدم إعلامًا إسلاميًّا إنسانيًّا عالميًّأ، يتميز بأفكار إبداعية وبرامج ابتكارية عالية الجودة، وفقًا للمعايير والمواصفات الإعلامية العالمية}.

## رسالة القناة
تتبنى قناة {السلام عليك أيها النبي} الفضائية رسالة محددة واضحة تريد توصيلها إلى المشاهد، وهي وسطية الإسلام وسماحته، وبيان الجوانب الإيجابية التي تخفى على كثير من الناس بخصوص رسول الإسلام وصفاته وأخلاقه وحُسن معاملته وأنه جاء بالسلام والرحمة لكل العالم.

## نبذة عن مؤسس القناة
هو الدكتور ناصر بن مسفر القرشي الزهراني، عالم وداعية وشاعر سعودي، ومؤسس مشروع «السلام عليك أيها النبي» والمشرف العام عليه، وهو شخصية إسلامية معروفة، وله حضوره الدعوي والاجتماعي والثقافي محليًّا وإقليميًّا وعربيًّا وإسلاميًّا.

## نبذة عن رئيس القناة
هو الدكتور علي بن بخيت بن عبد الله بن بخيت بن مبارك بن صالح آل وضاح البشيري الزهراني، نائب المشرف العام لمشروع «السلام عليك أيها النبي»، ورئيس قناة {السلام عليك أيها النبي} الفضائية، ونائب الرئيس التنفيذي للجنة إصلاح ذات البين بمنطقة مكة المكرمة، التي يترأس مجلس إدارتها الأمير/ خالد الفيصل أمير منطقة مكة المكرمة سابقا، وعضو هيئة التدريس بكلية الدعوة وأصول الدين بجامعة أم القرى، له إسهامات أدبية وكثير من المؤلفات، منها ما تم طبعه ونشره، ومنها ما هو قيد الطبع.

## نبذة عن مدير القناة
هو الدكتور جودة بركات بركات، يعمل أكاديميا بكلية اللغات والترجمة بجامعة الأزهر، أعد ورأس تحرير عددا من البرامج الإعلامية: عنق الزجاجة – عندما يلين الحجر – النوابغ، كما شارك في تأسيس قناة الفجر الفضائية، وترأس إدارة البرامج والأفلام الوثائقية بها، كما شارك في تأسيس قناة أزهري الفضائية كمدير تنفيذي لها منذ لحظة إطلاقها على مدار 4 أعوام متتالية مع كل من الشيخ/ خالد الجندي، والدكتور/ سالم عبد الجليل، والإعلامي محمود سعد، والأستاذ/ أحمد القاضي.

## بعض برامج القناة
- برنامج «قرآن تفسره السنة»: الشيخ مصطفى العدوي.
- برنامج «أنا جليس من ذكرني»: د. عائض القرني.
- برنامج «الرسول في القرآن»: الشيخ الدكتور محمد الراوي.
- برنامج «ذاكرة الأماكن النبوية»: د. عبد الوهاب الطريري.
- برنامج «من وحي الأربعين»: مجموعة علماء.
- برنامج «ورفعنا لك ذكرك»: أ. د. عبد الحكم صالح سلامة.
- برنامج «النبي في أعين الأطفال».
- برنامج «السنَد»: الشيخ سيد هارون أبو الدهب.
- برنامج «سيد الملائكة وسيد الناس»: د. ناصر بن مسفر الزهراني.
- برنامج «قصة حديث»: د. علي بن بخيت الزهراني.
- برنامج «ليشهدوا منافع لهم»: د. عبد العزيز بن عبد الله الحميدي.
- برنامج «سيرة عقل»/ مجموعة علماء.
- برنامج «أقضية النبي»: أ.د. علاء الدين الأمين الزاكي.
- مسابقة «إلهام السلام» للقرآن الكريم.
- مسابقة «الكروان» للإنشاد الديني.
- مسابقة «خطيب السنّة» لفن الخطابة.
- مسابقة «حسان بن ثابت» الدولية للشعر الفصيح.